# Temu (Kanor)
Temu is een bestuurslaag in het regentschap Bojonegoro van de provincie Oost-Java, Indonesië. Temu telt 3308 inwoners (volkstelling 2010).